# George Helm Yeaman

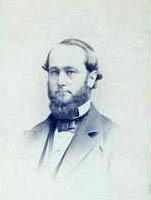
George Helm Yeaman (1865)

George Helm Yeaman (* 1. November 1829 im Hardin County, Kentucky; † 23. Februar 1908 in Jersey City, New Jersey) war ein US-amerikanischer Politiker. Zwischen 1862 und 1865 vertrat er den Bundesstaat Kentucky im US-Repräsentantenhaus. Von 1865 bis 1870 war er amerikanischer Gesandter in Dänemark.

## Werdegang
George Yeaman besuchte die Grundschule und studierte danach Jura. Nach seiner 1852 erfolgten Zulassung als Rechtsanwalt begann er in Owensboro in diesem Beruf zu arbeiten. Im Jahr 1854 wurde er Richter im Daviess County. 1861 wurde er als Unionist in das Repräsentantenhaus von Kentucky gewählt. Nach dem Rücktritt des Abgeordneten James Streshly Jackson wurde Yeaman im zweiten Wahlbezirk von Kentucky als dessen Nachfolger in das US-Repräsentantenhaus in Washington, D.C. gewählt, wo er am 1. Dezember 1862 sein neues Mandat antrat. Bis zum 3. März 1863 beendete Yeaman die Legislaturperiode seines Vorgängers. Anschließend konnte er nach einer Wiederwahl bis zum 3. März 1865 eine volle Amtszeit im Kongress verbringen. Diese war von den Ereignissen des Bürgerkrieges geprägt.
Bei den Kongresswahlen des Jahres 1864 verlor Yeaman gegen Burwell C. Ritter von der Demokratischen Partei. Nach seinem Ausscheiden aus dem US-Repräsentantenhaus wurde er zum amerikanischen Gesandten in Dänemark ernannt, wo er auf Samuel Jordan Kirkwood folgte. Dieses Amt bekleidete er bis zum Jahr 1870. Nach seiner Rückkehr in die Vereinigten Staaten ließ er sich in New York City nieder. Dort hielt er am Columbia College juristische Vorlesungen. Außerdem wurde Yeaman Präsident der Medico-Legal Society of New York. Er starb am 23. Februar 1908 in Jersey City.
In der Filmbiografie Lincoln (2012) von Steven Spielberg wurde er durch Michael Stuhlbarg dargestellt.